# James Smith-Stanley
James Smith-Stanley, lord Strange (ur. 7 stycznia 1716, zm. 1 czerwca 1771) – brytyjski arystokrata i polityk.

## Życiorys
Był najstarszym synem Edwarda Stanleya, 11. hrabiego Derby, i Elizabeth Hesketh, córki Roberta Hesketha. Powszechnie znany był jako „lord Strange”, mimo iż żaden z tytułów barona Strange nie należał już do jego rodziny. Wykształcenie odebrał w Westminster School i Uniwersytecie Leyden.
W 1741 r. został wybrany do Izby Gmin jako reprezentant okręgu Lancashire. W 1757 r. został Lordem Namiestnikiem Lancashire. W 1762 r. otrzymał stanowisko Kanclerza Księstwa Lancaster. Zmarł podczas sprawowania urzędu w 1771 r.

## Życie prywatne
17 marca 1746 r. poślubił Lucy Smith (zm. 5 lutego 1759), córkę Hugh Smitha i Dorothy Barrett-Lennard, córki Dacre’a Barretta-Lennarda. James i Lucy mieli razem syna i córkę:
- Lucy Stanley, żona Geoffreya Hornby’ego, miała dzieci
- Edward Smith-Stanley (12 września 1752 – 21 października 1834), 12. hrabia Derby